# Tegenaria maroccana
Tegenaria maroccana là một loài nhện trong họ Agelenidae.
Loài này thuộc chi Tegenaria. Tegenaria maroccana được J. Denis miêu tả năm 1956.